# 莫斯卡利夫卡 (列季奇夫區)
49°25′47″N 27°47′7″E / 49.42972°N 27.78528°E
莫斯卡利夫卡（烏克蘭語：Москалівка）是位於烏克蘭西部的村莊，由赫梅利尼茨基州裡赫梅利尼茨基區的萊蒂奇夫市鎮負責管轄。該村面積0.29平方公里，海拔高度296米，2001年人口43，人口密度每平方公里147.3人。